# Vodoopskrba i odvodnja
Vodoopskrba i odvodnja d.o.o. (kraće ViO) jedna je od članica Zagrebačkog Holdinga, osnovana 1995. godine spajanjem poduzeća Vodovod i poduzeća Kanalizacija. Društvo pruža usluge javne vodoopskrbe i odvodnje za područje grada Zagreba, Samobora, Svete Nedelje i općine Stupnik. Glavne djelatnosti ViO uključuju crpljenje, distribuciju i isporuku zdravstveno ispravne vode, kontrolu kvalitete i odvodnju otpadnih voda te održavanje i nadzor nad vodoopskrbnim i kanalizacijskim sustavima.
Godine 2007., Vodoopskrba i odvodnja postaje podružnica Zagrebačkog Holdinga, a od 2013. godine posluje kao samostalno društvo. Sukladno odluci Gradske skupštine Grada Zagreba iz siječnja 2024. godine, preuzelo je upravljanje Centralnim uređajem za pročišćavanje otpadnih voda grada Zagreba od kolovoza 2024. godine.
Trenutni direktor društva je Marko Blažević.

## Vodoopskrba
Povijest Zagreba i njegov razvoj usko su povezani s opskrbom vodom, a ključni datum je 7. srpnja 1878. godine, kada je pušten u rad prvi gradski vodovod prema ideji inženjera Melkusa. Vodovod je tada imao kapacitet od 53,2 litre u sekundi i dužinu mreže od 3,9 km, opskrbljujući 11150 ljudi. Zagreb leži na šljunkovitim nanosima Save, bogatim prirodno profiltriranom podzemnom vodom, koja se crpi iz zdenca, dezinficira klorom i distribuira potrošačima. Danas se crpljenje vrši na sedam vodocrpilišta s 44 zdenca, a mreža duga 3800 km opskrbljuje oko 900000 stanovnika na području od Samobora do Vrbovca. Najznačajnija crpilišta su Mala Mlaka, Petruševec, Sašnak i Strmec. Sustav je ključan za sigurnu i pouzdanu opskrbu vodom u Zagrebu od 1878. godine do danas.

## Odvodnja
Gradnja sustavne kanalizacije u Zagrebu započela je 1892. godine izgradnjom odvodnog kanala s ušćem u Savu kod Žitnjaka te preusmjeravanjem potoka Medvešćak iz Tkalčićeve ulice na Ribnjak. Prvi glavni odvodni kanal nalazio se kod Petruševca, a produljen je do Ivanje Reke u periodu od 1928. do 1930. godine. Izgradnja ovog kanala omogućila je daljnji razvoj gradske odvodnje, uključujući glavni kanal Branimira i sjeverni kanal u Ilici. Širenje kanalizacijske mreže u šezdesetima, posebno na desnu obalu Save te gradnja crpnih postaja, omogućili su razvitak tri neovisna kanalizacijska sustava u gradu. Danas Zagreb ima preko 2200 km javnih kanala uz sustavno čišćenje i održavanje oborinske odvodnje te praćenje kvalitete kanala putem snimanja kamerama.

## Pročišćavanje otpadnih voda
Projekt Centralni uređaj za pročišćavanje otpadnih voda (CUPOVZ) bio je prva koncesija za pročišćavanje otpadnih voda u Hrvatskoj, omogućujući Zagrebu usklađivanje s ekološkim standardima Europske unije. Na temelju Ugovora o koncesiji između grada Zagreba i Zagrebačkih otpadnih voda, ovaj uređaj projektiran je i dovršen 2007. godine, a ZOVuip d.o.o. bio je zadužen za njegovo upravljanje i održavanje do prijenosa upravljanja na ViO 2024. godine.

## Unutarnje poveznice
- Zagrebački holding

## Vanjske poveznice
- Službena stranica Vodoopskrbe i odvodnje
- odvodnja Hrvatska tehnička enciklopedija, portal hrvatske tehničke baštine. LZMK